# Cadence (rythme)
Ne doit pas être confondu avec Cadence harmonique ou Cadence de soliste.
Pour les articles homonymes, voir Cadence.
Note. Cliquez sur le lien correspondant pour transférer rapidement le mot : nom commun, adjectif, verbe ou autre.
Depuis l’activation de la fonction Special:Import, il est vivement recommandé  de contacter un administrateur du Wiktionnaire pour procéder à l’importation de la page ainsi que de tout l’historique vers ce dernier.
Dans le domaine du rythme, la cadence est l'alternance générale des temps forts et des temps faibles. On parle de la cadence d'une danse, d'une marche, etc.